# Joy Mech Fight
Joy Mech Fight (ジョイメカファイト Joi Meka Faito), a veces llamado Joy Mecha Fight, es un videojuego de lucha para la Famicom, lanzado solo en Japón el 21 de mayo de 1993. El juego se lanzó durante el cambio generacional entre la Famicom y la Super Famicom más reciente, y Joy Mech Fight se cuenta entre uno de los juegos más importantes de Famicom tardío para utilizar al máximo las capacidades audiovisuales de la consola. Es también el primer intento de Nintendo en el género de los juegos de lucha desde Urban Champion, tras el éxito y la locura del Street Fighter II de Capcom, que inspiró a otras empresas a crear sus propios luchadores 2D.
Aunque el desarrollo del juego se atribuye a Nintendo R&D1, fue concebido originalmente por dos programadores, Koichi Hayashida y Koichiro Eto, que se conocieron en un seminario de programación organizado por Nintendo. Los dos completaron el juego mientras trabajaban en el seminario, bautizándolo Battle Battle League (バトルバトルリーグ), y Nintendo lanzó el juego bajo su título actual después de que ambos habían empezado a trabajar para la compañía.

## Trama
Érase una vez dos científicos, el Dr. Little Emon y el Dr. Ivan Walnuts, que trabajaron juntos para crear los robots más espectaculares del mundo. Un fatídico día, el Dr. Nogales desapareció con los siete robots militares del laboratorio antes de aparecer en la televisión para declarar su intención de conquistar el mundo. Sukapon (スカポン Skah-pon), una robot owarai que había estado entrenando en la región de Kansai, es llamado de vuelta al laboratorio por el Dr. Emon, quien remodela Sukapon para convertirlo en una robot militar en un último intento desesperado por detener a su contraparte malvado.
La primera tarea de Sukapon fue derrotar a los otros siete robots y permitir que el Dr. Emon volviera a reprogramarse a sí mismo. Los ocho robots proceden entonces a enfrentarse a los muchos robots del Dr. Walnuts, cada ola más fuerte que la anterior. Después de luchar contra cada uno de sus doppelgängers en el castillo del Dr. Walnuts, finalmente se enfrentan al robot más poderoso, Houou, en la superficie de la luna.
Después de que Houou sea destruido, el Dr. Nogales intenta huir en su nave, pero su nave funciona mal y explota. Afortunadamente, el Dr. Emon rescata al Dr. Walnuts de la superficie lunar. El Dr. Nogales más tarde se despierta, regresa a su ser normal, y el Dr. Emon lo convence de que todo lo que pasó fue solo un sueño. Sukapon es remodelado de nueva en una robot owarai, y todo vuelve a la normalidad.

## Jugabilidad
El objetivo del juego es simplemente derrotar a todos los robots enemigos colocados en cada nivel. El concepto del 2D contra el juego de lucha era todavía nuevo a principios de los años 90, y la mecánica del juego está visiblemente influenciada por varios otros juegos de lucha modernos en ese momento.
El juego consiste en un modo estándar versus modo (un jugador individual o multijugador) y un modo de búsqueda (un jugador individual). En el modo de búsqueda, hay 8 robots enemigos por nivel (solo 7 en el primer nivel). Derrotar a los primeros 7 robots hará que el jefe del nivel emerja, y derrotar a este jefe permitirá al jugador pasar al siguiente nivel. El juego se completa avanzando a través de los 4 niveles.
El jugador comienza el juego con solo una elección de personaje (Sukapon), pero cada robot enemigo del primer nivel que el jugador derrota se convierte en utilizable como un personaje de jugador. El jugador puede elegir qué personaje usar para combatir a cada robot enemigo. Derrotar a los primeros 7 enemigos usando Sukapon permite al jugador elegir entre 8 robots amigos, pero el primer nivel solo puede ser accedido en la primera jugada. Las capturas de pantalla de cada victoria se repiten después de completar un nivel. Terminar todos los niveles permitirá al jugador seleccionar el nivel que desea jugar. Sin embargo, la elección de algunos niveles consecutivos puede causar errores menores en las repeticiones de la captura de pantalla. Después de terminar el modo normal, se desbloquea el modo duro, que es un modo más difícil. Después de terminar el modo duro desbloquea el modo especial y todos los robots no jefes. El modo especial es aún más difícil y los robots comienzan a utilizar sus movimientos ocultos con frecuencia. Al terminar el modo especial se desbloquean los robots jefes.

### Normas
Todas las partidas se celebran uno a uno, y ambos personajes comienzan con un medidor de HP completo y dos corazones. El medidor disminuye a medida que el personaje sufre daños por los ataques de los oponentes, y el personaje sufre un derribo si el medidor llega a cero. Un derribo detendrá temporalmente la acción, ya que el personaje que fue derribado pierde un corazón y recupera un medidor de HP completo, mientras que el personaje contrario recupera una pequeña cantidad de HP. La partida termina cuando un personaje no tiene corazones cuando su medidor de HP llega a cero. Si ambos personajes son derribados al mismo tiempo, y ninguno de ellos tiene corazones restantes, el resultado se llama empate y el partido se reinicia desde el principio. Mantener grandes cantidades de daño en un corto período de tiempo hará que el personaje pierda el conocimiento temporalmente, durante el cual el jugador será incapaz de moverse o atacar.

### Personajes
Hay 36 personajes disponibles en el juego. Sin embargo, los 8 personajes del nivel final son solo variantes menores de los primeros 8 personajes (incluyendo Sukapon), por lo que solo hay 28 tipos diferentes en la actualidad. Los personajes son robots cuya cabeza, extremidades y cuerpo flotan por separado. Hay 6 partes básicas (cabeza, cuerpo, mano derecha, mano izquierda, pierna derecha, pierna izquierda) para cada personaje, pero algunas tienen partes de brazo o rodilla también, y bastantes tienen diseños únicos.

### Movimientos especiales
Además de los 6 movimientos básicos (punch, power punch, kick, leg sweep, jump, guard) que todos los personajes del juego pueden usar, hay 4 movimientos especiales adicionales únicos para cada personaje. A diferencia de muchos otros juegos de lucha 2D, Joy Mech Fight no requiere presionar una dirección diagonal en el panel de control para producir un movimiento especial. Algunos de los personajes tienen movimientos ocultos que no aparecen en el manual o tutorial del juego. Estos movimientos ocultos pueden ser mucho más efectivos que los 4 movimientos especiales regulares.

### Dificultad
El modo de búsqueda está dividido en normal y dificultad dura, y terminar el juego con dificultad dura revelará el modo de dificultad especial. En este modo, los oponentes de ordenador comenzarán a utilizar movimientos ocultos y lucharán de forma mucho más inteligente que en los otros dos niveles de dificultad. Completar una dificultad difícil permitirá al personaje seleccionar todos los personajes enemigos no jefes en el modo de partida único, y completar una dificultad especial permitirá también seleccionar los personajes jefes.

## Gráficos
La mayor peculiaridad del juego es la forma en que los personajes se muestran en pantalla. Las limitaciones de la consola Famicom hicieron imposible la animación realista de personajes a gran escala, por lo que en Joy Mech Fight los personajes son robots cuya cabeza, extremidades y cuerpo flotan por separado. Dividir cada personaje en sprites individuales hizo que la animación fuera mucho más suave, incluso en comparación con los juegos Super Famicom. Este método también redujo el número total de sprites necesarios para cada personaje, permitiendo que el juego tuviera 36 personajes jugables diferentes, incluso con la limitada capacidad de memoria del Famicom. Esta fue también la lista más grande en un juego de lucha, hasta el lanzamiento de The King of Fighters' 98 de SNK, que tenía 38 personajes jugables.

## Legado
- En el juego de Wii Super Smash Bros. Brawl, Sukapon aparece como una de los muchos Stickers. También en el mismo juego, una muestra de la música tocada en el menú y las pantallas de selección de personajes de Joy Mech Fight se escucha en la canción titulada "Famicom Medley".